# SJ Ä2
Die Diesellokomotive SJ Ä2 31 wurde 1949 von Nydqvist och Holm in Trollhättan als Versuchslokomotive 2153 gebaut.

## Technische Details
Die Lokomotive war mit zwei Motoren der Type Atlas K56 ET mit je 294 kW ausgerüstet. Sie besaß ein Hydraulikgetriebe von Atlas Diesel / Lysholm-Smith. An jedem Ende der Lokomotive war ein einachsiges Drehgestell vorhanden. Die Achsen 2 und 3 waren fest im Lokrahmen gelagert.

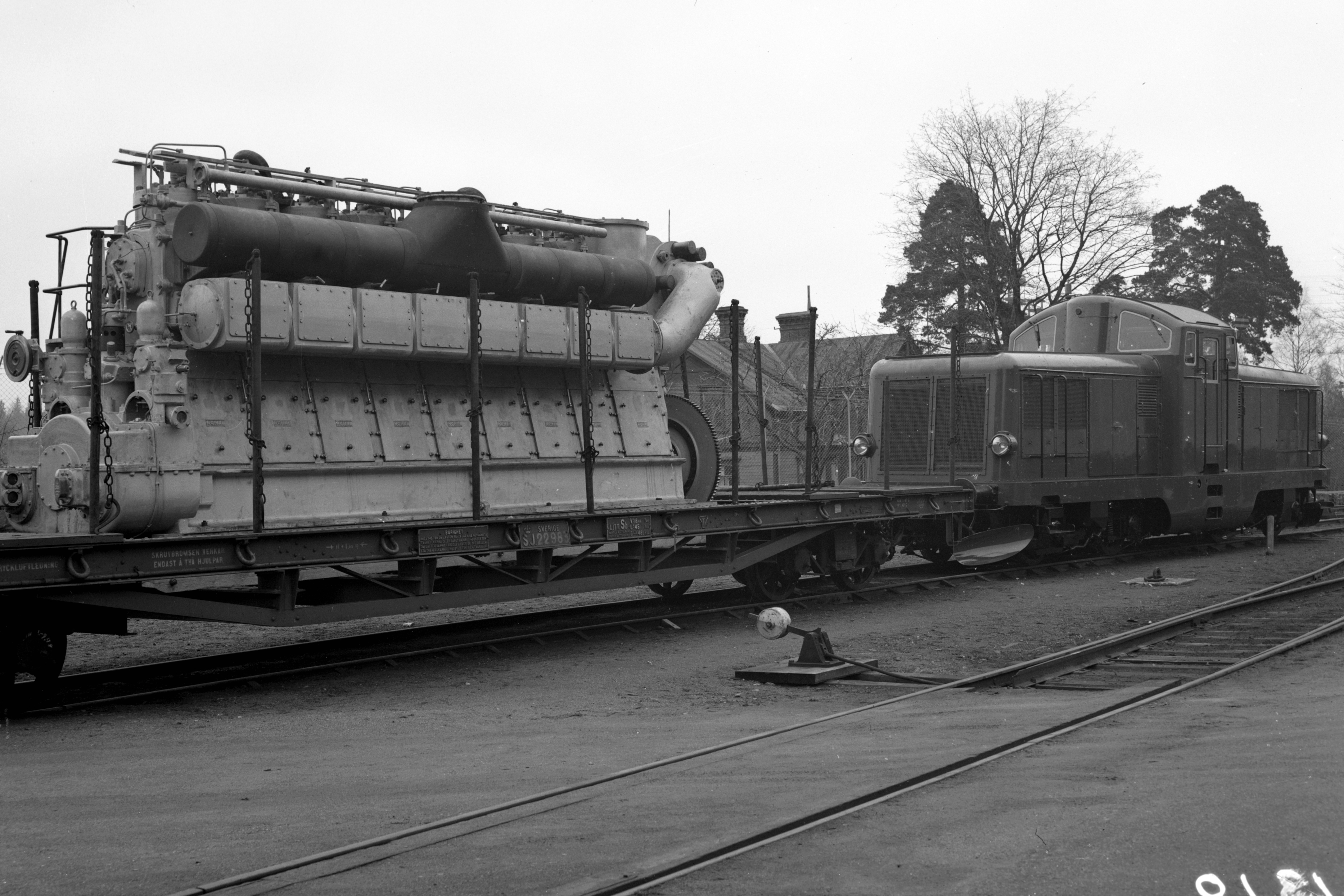
SJ Ä2 31 (1949)

Der Motor im A-Ende der Maschine trieb die Achsen 1 und 3 an, der Motor im B-Ende die Achsen 2 und 4.

## Geschichte
Geplant war, mit den Erfahrungen der Probelokomotive eine größere Serie von etwa 200 ähnlichen Lokomotiven mit zweiachsigen Drehgestellen zu beschaffen.
Die Lokomotive wies jedoch große Mängel auf. Als Nydqvist och Holm die Lizenzproduktion der GM-Lokomotiven erhielt, wurde das Versuchsprojekt eingestellt.

## SJ V2 31
Nach den Probefahrten wurde die Lokomotive 1951 von SJ mit einigen Modifikationen als Baureihe Ä2 übernommen. 1954 erfolgte eine Baureihenänderung in V2, die im damaligen SJ-Standard-Farbschema rotbraun lackiert wurde.
Die Lokomotive war hauptsächlich im Bahnbetriebswerk Hagalund beheimatet, wurde aber die meiste Zeit nicht verwendet. Sie wurde 1961 endgültig abgestellt und 1966 verschrottet.